# اد آپسون
اد آپسون (انگلیسی: Ed Upson؛ زادهٔ ۲۱ نوامبر ۱۹۸۹) بازیکن فوتبال اهل بریتانیا است.
از باشگاه‌هایی که در آن بازی کرده‌است می‌توان به باشگاه فوتبال یئوویل تاون، باشگاه فوتبال ایپسویچ تاون، باشگاه فوتبال بارنت، باشگاه فوتبال میلوال، و باشگاه فوتبال استیونج اشاره کرد.
وی همچنین در تیم‌های ملی فوتبال زیر ۱۷ سال انگلستان و زیر ۱۹ سال انگلستان بازی کرده‌است.